# Cyathodes
Cyathodes je rod keřů z čeledi vřesovcovité. Zahrnuje 5 druhů a je rozšířen na Novém Zélandu a Tasmánii. Charakteristickým znakem rodu je hluboce pětičetný kalich.

## Přehled druhů a jejich rozšíření
- Cyathodes fasciculata – Nový Zéland
- Cyathodes fraseri – Nový Zéland
- Cyathodes glauca – Tasmánie
- Cyathodes platystoma – Tasmánie
- Cyathodes straminea – Tasmánie[2]